# مقبرة المهاجرين
مقبرة المهاجرين إحدى مقابر مكة المكرمة، تقع المقبرة في الحصاص بين فخ والزاهر في المكان المعروف بالمختلع، وبسبب تسميتها بمقبرة المهاجرين أن الصحابي جندب بن ضمرة اشتكى وهو بمكة، فخاف على نفسه فخرج وهو يريد الهجرة إلى المدينة فأدركه الموت بهذا المحل فدفن فيه، فأنزل الله: ﴿فَأُولَئِكَ عَسَى اللَّهُ أَنْ يَعْفُوَ عَنْهُمْ وَكَانَ اللَّهُ عَفُوًّا غَفُورًا ۝٩٩ وَمَنْ يُهَاجِرْ فِي سَبِيلِ اللَّهِ يَجِدْ فِي الْأَرْضِ مُرَاغَمًا كَثِيرًا وَسَعَةً وَمَنْ يَخْرُجْ مِنْ بَيْتِهِ مُهَاجِرًا إِلَى اللَّهِ وَرَسُولِهِ ثُمَّ يُدْرِكْهُ الْمَوْتُ فَقَدْ وَقَعَ أَجْرُهُ عَلَى اللَّهِ وَكَانَ اللَّهُ غَفُورًا رَحِيمًا ۝١٠٠﴾ [النساء:99–100] .
ولا زالت المقبرة قائمة، وتقع على يمين الهابط من ريع الكحل لمن يريد الزاهر بأصل الجبل، وتبعد عن جسر ريع الكحل مائتي متر. شُقّ طريق في هذه المقبرة بعرض ستة أمتار ليصعد إلى العمائر الحديثة التي أقيمت في سفح الجبل فوق المقبرة، فصارت المقبرة كأنها مقبرتان، وقد سورت بسور قدر قامة الرجل ووضع لها بابان، ولم يعد يدفن فيها اليوم أحد.